# Vladimir Koev
Vladimir Koev (Bulgaria, 31 de agosto de 1979) es un ciclista búlgaro que fue profesional desde 2006 hasta 2011.
En la lista de la UCI sobre los casos de dopaje entre ciclistas, apareció su nombre debido a un positivo por heptaminol durante 2010 y fue castigado con una suspensión de ocho años y anulados los resultados obtenidos desde el 5 de junio de 2010 hasta el 10 de junio de 2018.

## Palmarés
2001
- 2.º en el Campeonato de Bulgaria de Ruta

2004
- Tour de Rumania

2005
- 1 etapa del Tour de Macedonia

2006
- 1 etapa del Tour de Grecia
- 3.º en el Campeonato de Bulgaria Contrarreloj

2009
- 1 etapa del Tour de Szeklerland
- 2.º en el Campeonato de Bulgaria de Ruta

2010
- The Paths of King Nikola, más 1 etapa
- Campeonato de Bulgaria Contrarreloj
- 2.º en el Campeonato de Bulgaria de Ruta

2022
- 2.º en el Campeonato de Bulgaria de Ruta